# Міролюб Лабус
Міролюб Лабус (серб. Miroljub Labus, Мирољуб Лабус; нар. 28 лютого 1947, Мала-Крсна) — сербський економіст і політик.
У 1970 році він закінчив факультет права Белградського університету. У 1975 році він отримав ступінь магістра в університеті, а у 1978 році захистив докторську дисертацію на основі роботи, присвяченій марксистській теорії попиту та пропозиції. Його професійна кар'єра почалась у своїй альма-матер. Він отримав стипендію Фулбрайта, проходив стажування у Корнельському університеті, де пізніше став запрошеним професором на факультеті економіки. Він був призначений професором на факультеті права Університету Белграда, був також радником у Федеральному бюро статистики і науковим співробітником Інституту економіки у Белграді.
У 1966–1972 роках він був членом комуністичної партії. У 1990 році він приєднався до Демократичної партії, яку залишив у 2002 році. У 1999 році він заснував експертну неурядову організацію Г17+, яка у 2002 році перетворилась на політичну партію. Він представляв партію на виборах до Народних зборів у 2003 році. 3 березня 2004 вступив на посаду віце-прем'єр-міністра в уряді Воїслава Коштуніци, яку залишив 8 травня 2006 року (у тому ж році новим головою його партії був обраний Младжан Дінкич). Міролюб Лабус відійшов від політичної діяльності, повертаючись до наукової роботи.
Він є автором і співавтором книг з економіки.